# Наука и техника в Индонезии

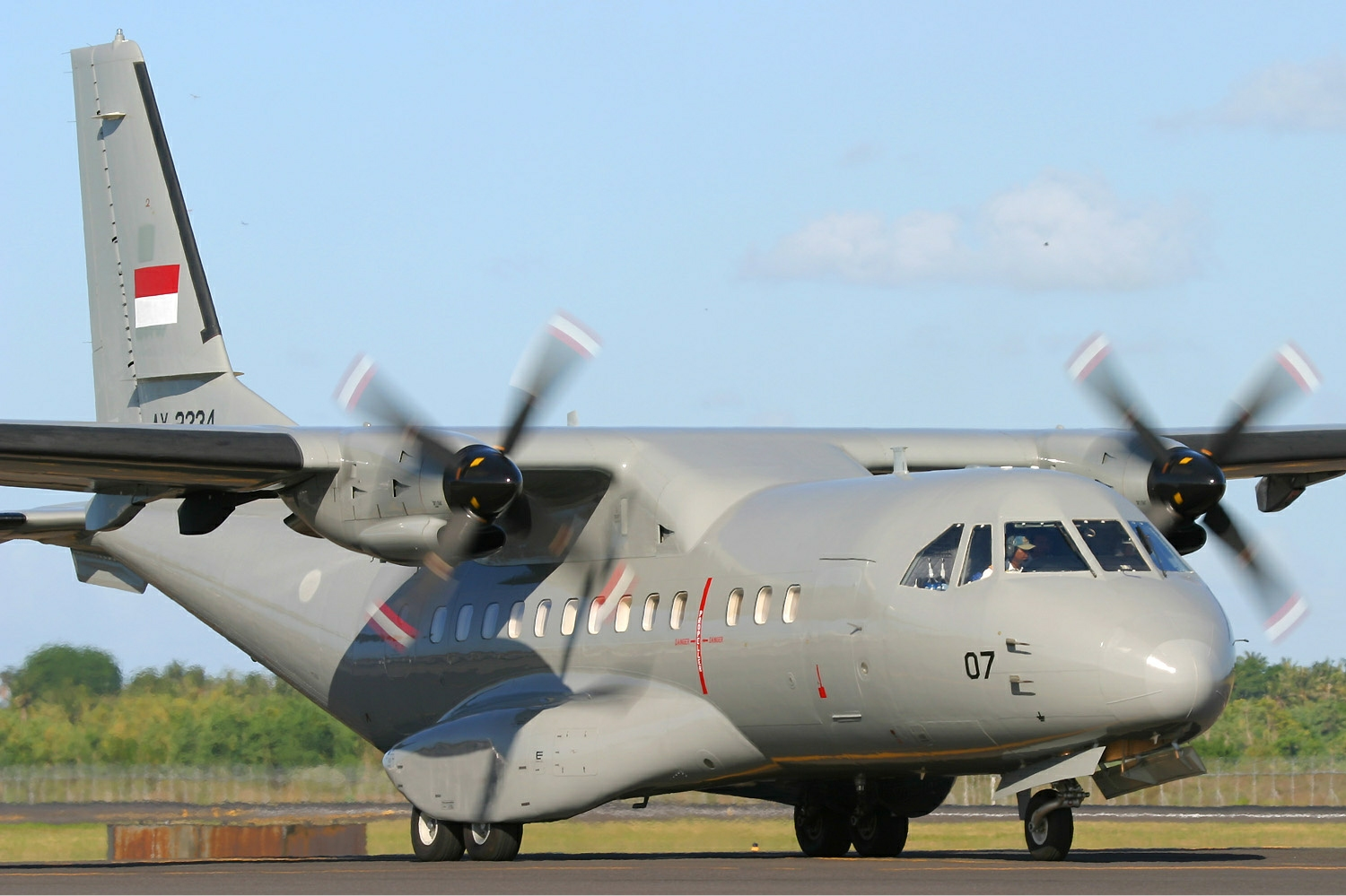
Двухмоторный транспортный самолёт средней дальности CASA / IPTN CN-235, разработанный совместно фирмами CASA (Испания) и IPTN (Индонезия) в качестве регионального авиалайнера и военного транспорта

Индонезия не относится к ведущим странам в области науки и техники, однако есть множество примеров заметных научных и технических разработок и достижений, принадлежащих индонезийцам. Несмотря на то, что Индонезия относится к развивающимся странам, она является одной из немногих стран, имеющих достижения в области аэрокосмических технологий.
В настоящее время Министерство науки и технологий республики является официальным органом, отвечающим за развитие науки и техники в стране. Государственным учреждением, занимающимся наукой и исследованиями в стране, является Индонезийский институт наук (индонезийский: Lembaga Ilmu Pengetahuan Indonesia или LIPI). Он состоит из 47 исследовательских центров в различных областях: от социальных до естественных наук. В 2010 году правительство Индонезии выделило 1,9 трлн рупий (примерно 205 млн долларов США) на исследования и разработки — менее 1% от общих государственных расходов.

## История

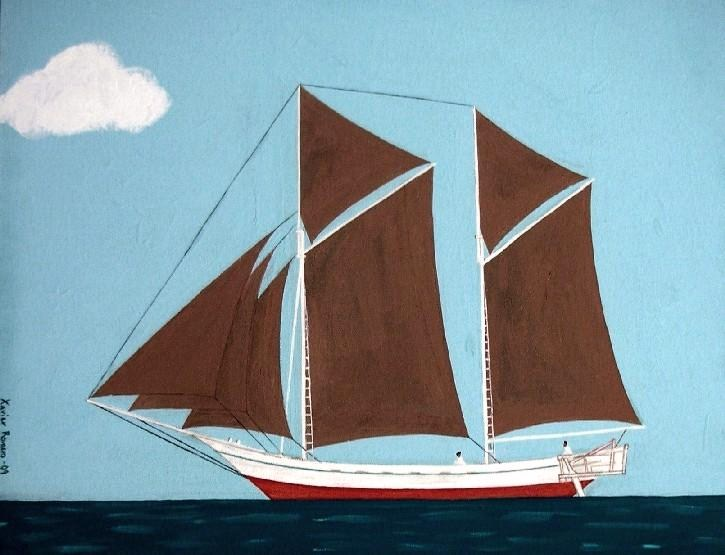
Чертёж лодки Пиниси

Обитая в аграрной и морской среде, жители индонезийского архипелага стали широко известны в некоторых традиционных технологиях, особенно в сельском хозяйстве и мореплавании. Например, Индонезия как и другие страны Юго-Восточной Азии славятся выращиванием риса методами террасного земледелия. На островах разработаны локальные системы комплексного орошения и управления водными ресурсами. Исключительным примером является Субак, ирригационная система Бали.
Бугисы и макасары с острова Сулавеси в восточной Индонезии также хорошо известны своими традиционными технологиями судостроения. Они славятся изготовлением деревянных парусных судов, называемых лодкой Пиниси.
Коренные индонезийцы разработали свою собственную уникальную архитектуру. Некоторые примеры архитектурно значимых индонезийских зданий — Рума Гаданг в Минангкабау, Тонгконан в Тораджи и omo sebua в Ниасе. Omo Sebua отличается прочной, но гибкой конструкцией, которая позволяет противостоять землетрясениям.

Поперечное сечение храма Боробудур

К VIII веку в яванском королевстве Меданг Матарам была разработана передовая технология каменной кладки в строительстве храмов чанди. Примером служит великолепный храм Боробудур, храм Прамбанан и многие другие строения. Были разработаны архитектурные методы, включая выступы, углубления, ласточкины хвосты, используемые для формирования стыков между камнями и их связывания без раствора. К другим значительным архитектурным достижениям относятся: крыши, ниши и арочные ворота, построенные по методу ложного свода.

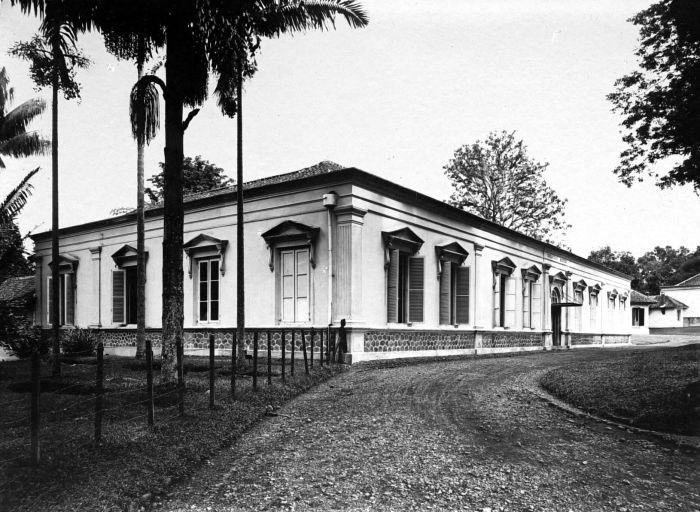
Музей и лаборатория Богорского ботанического сада

Научные поиски и систематические исследования в соответствии с современным научным методом начали развиваться и процветать в Индонезии в период голландской Ост-Индии, начавшийся в XIX веке. Голландская Ост-Индия привлекала интеллектуалов, учёных и исследователей. Некоторые известные учёные, проводившие важные исследования в Ост-Индии — И. Тейсманн, Ф. Юнгхун, Х. Эйкман, Э. Дюбуа и А. Уоллес. В этот период были основаны многие известные учреждения искусства, культуры и науки. Например, Bataviaasch Genootschap van Kunsten en Wetenschappen (Королевское общество искусств и наук Батавии), предшественник Национального музея Индонезии, был создан в 1778 году с целью содействия исследованиям и публикации результатов в области искусства и науки, особенно истории, археологии, этнографии и физики. Богорский ботанический сад с гербарием Bogoriense и музеем Zoologicum Bogoriense, который был крупным центром ботанических исследований, основан в 1817 году с целью изучения флоры и фауны архипелага.
Яванский человек был открыт Эженом Дюбуа в 1891 году.  Комодский варан был впервые описан Питером Оувенсом в 1912 году, после авиакатастрофы в 1911 году и слухов о живых динозаврах на острове Комодо, распространившихся в 1910 году. Витамин B1 и его связь с авитаминозом были открыты Эйкманом во время его работы в Индонезии.

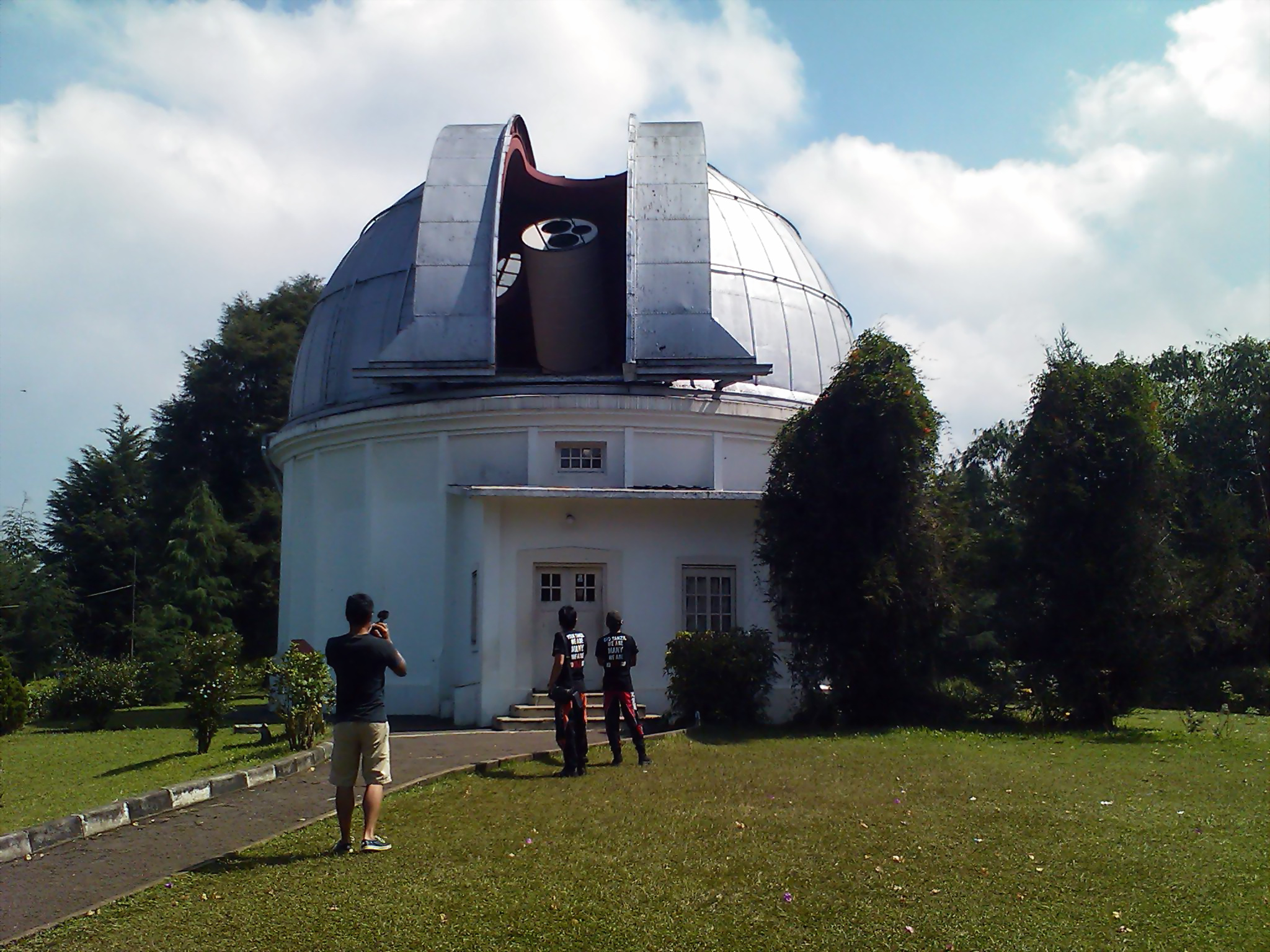
Обсерватория Босса, построенная в 1923 году, сегодня принадлежит Бандунгскому технологическому институту

С ростом интереса к научным исследованиям правительство Голландской Ост-Индии создало в 1928 году Natuurwetenschappelijke Raad voor Nederlandsch-Indië  (Учёный совет Голландской Ост-Индии). До начала войны на Тихом океане  он действует как главная исследовательская организация страны. В 1948 году институт был переименован в Organisatie voor Natuurwetenschappelijk Onderzoek  (OPIPA, Организация научных исследований).
После объявления независимости Индонезии правительство продолжало развивать научные исследования через правительственные учреждения. В 1956 году ОПИПА была национализирована и получила названия Majelis Ilmu Pengetahuan Indonesia (МИПИ, Индонезийский совет по науке). Затем в 1962 году правительство учредило Departemen Urusan Riset Nasional  (DURENAS, отдел национальных исследований), в то время как MIPI отвечал за создание и управление различными национальными исследовательскими институтами. В 1966 году правительство изменило название DURENAS на Lembaga Riset Nasional (LEMRENAS, Национальный исследовательский институт). В августе 1967 года правительство распустило LEMRENAS и MIPI и создало действующий Индонезийский институт наук (LIPI), который руководит научными исследования, которые ранее проводились LEMRENAS и MIPI.
Одним из четырёх направлений программы Vision of Indonesia 2045 является «развитие человека и овладение наукой и техникой». Этот индонезийский идеал, ставший целью страны к её столетию в 2045 году, должным образом признал и осознал важность науки и техники для будущего нации.

## Учреждения
Среди основных научно-исследовательских учреждений в стране следует отметить:
- Министерство исследований и технологий (индон. Kementerian Riset dan Teknologi Republik Indonesia или Kemenristek), является правительственным министерством, задачей которого является ведение исследований в области, науки и техники.
- Индонезийский институт наук (индон. Lembaga Ilmu Pengetahuan Indonesia или LIPI), который состоит из 47 исследовательских центров в таких разных областях, как физика, химия, биология, экономика, политология, гуманитарные и социальные науки.
- Национальный институт по атомной энергии (индон. Badan Tenaga Nuklir Nasional или BATAN), ответственный за три ядерных реактора, используемых в исследовательских целях и расположенных в Бандунге, Бантене и Слемане.
- Агентство по оценке и применению технологий (индон. Badan Pengkajian dan Penerapan Teknologi или BPPT), который работает с правительством для разработки национальной политики в области науки и техники.
- Национальный институт аэронавтики и космонавтики (индон. Lembaga Penerbangan dan Antariksa Nasional или LAPAN), космическое агентство, созданное в 1963 году.
- Агентство геопространственной информации (индон. Badan Informasi Geospasial или BIG), ответственный за обследования  территорий и картографию.
- Национальный орган по стандартизации (индон. Badan Standardisasi Nasional или BSN), член Международной организации по стандартизации.

В Индонезии много университетов. Среди наиболее известных —- Индонезийский университет, Технологический институт Бандунг и Университет Гаджа Мада.

## Основные направления

### Биотехнология
В октябре 1994 года государство создало Биотехнологический консорциум (МБК), целью которого является разработка и использование биотехнологий на благо населения, страны и сохранения окружающей среды. В этой сфере работают более 30 государственных учреждений. В 2005 году в стране был проведён национальный семинар BINASIA-Indonesia по привлечению инвестиций в этот сектор.

### Технологии пищевой промышленности

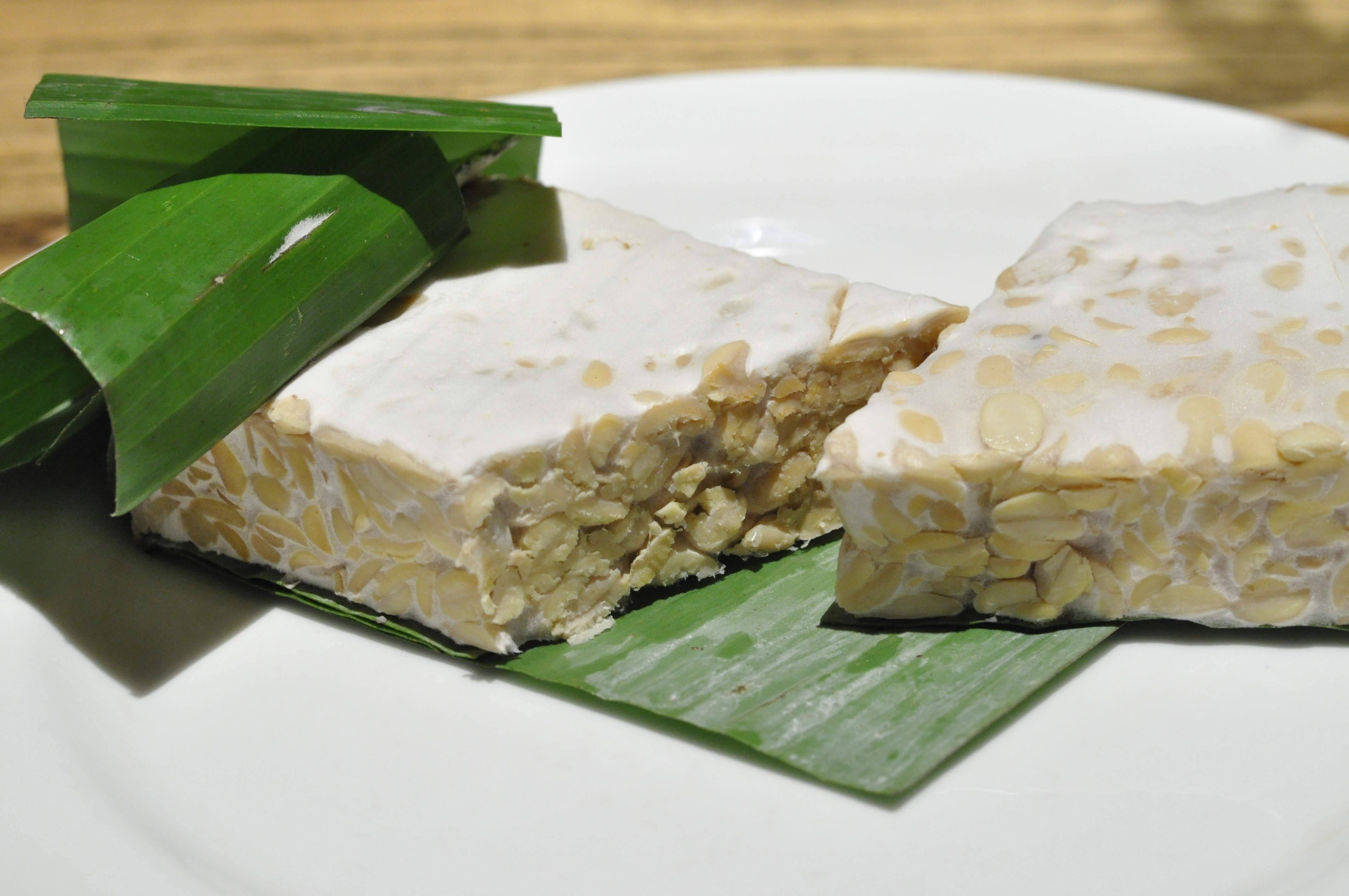
У индонезийцев сложились давние традиции техники ферментации, среди которых темпе, онком, туак, брем и тапай.

Индонезийцы также достигли успехов в технологии пищевых продуктов из-за тропического климата в Индонезии, кишащего различными микробами. Индонезийцы приобрели традиционные знания в области методов брожения, что привело к разработке ферментированных продуктов, таких как темпе, онком, тапай, а также таких напитков, как брем и туак. Темпе производится посредством естественного культивирования и контролируемого процесса ферментации, в котором используются грибы Rhizopus oligosporus или Rhizopus oryzae. Грибы связывают соевые бобы в форме жмыха. В нём выше содержание белка, пищевых волокон и витаминов.

### Строительная техника

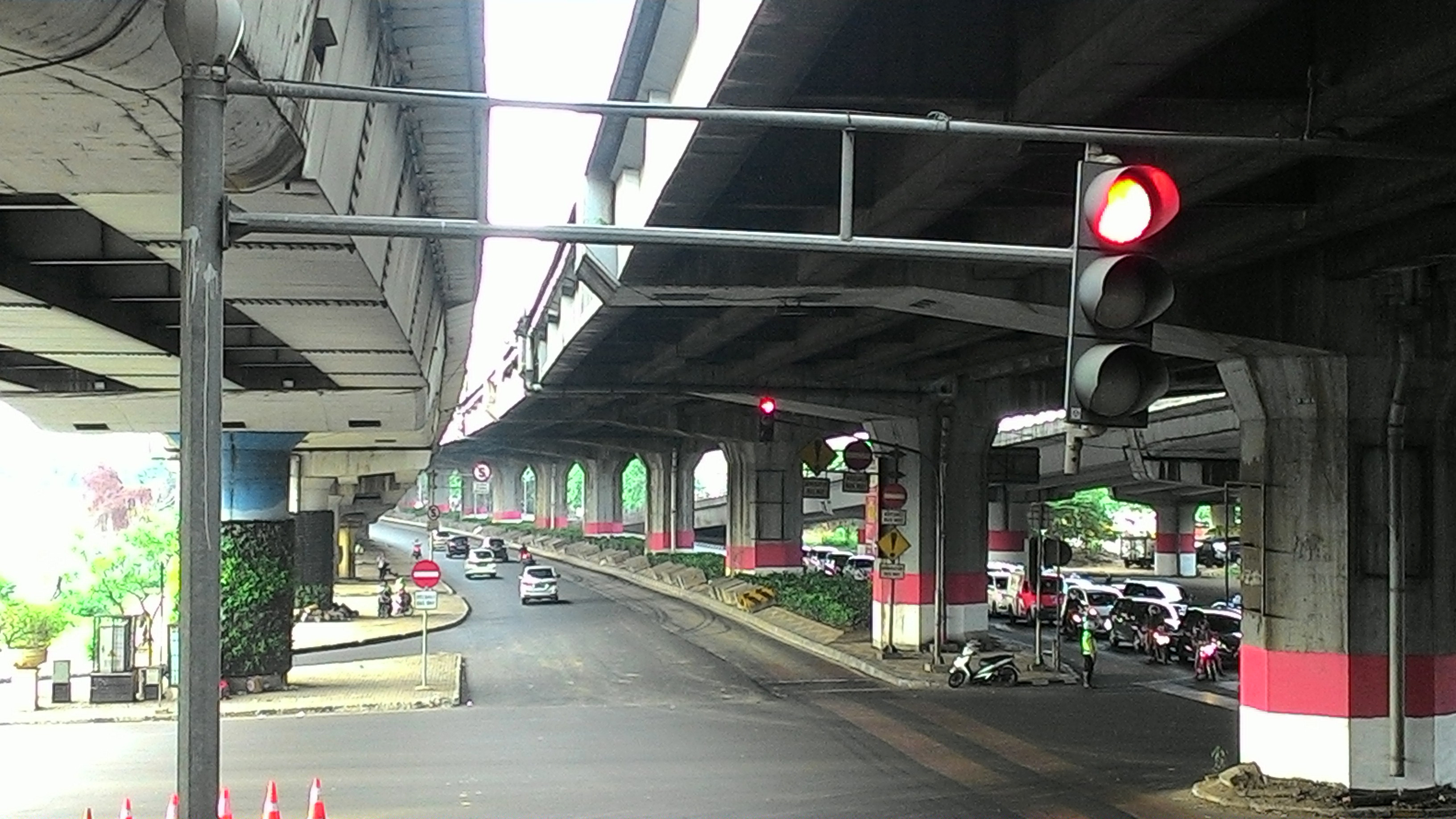
Возвышенная платная дорога на перевале Джалан Ахмад Яни в Джакарте, в котором использовалась техника строительства Сосробаху, которая вращает опорную балку на каждом пилоне.

В 1980-х годах индонезийский инженер Тьокорда Рака Сукавати изобрёл технику дорожного строительства под названием Сосробаху. Впоследствии она стала популярной и широко используется во многих странах. Техника Сосробаху позволяет проложить длинные участки эстакады над существующими  дорогами, что сводит к минимуму нарушение движения. Технология включает в себя строительство горизонтальных опор для шоссе рядом с существующей дорогой, которая затем поднимается и поворачивается под углом 90 градусов, а затем укладывается на вертикальные опоры. Это формирует пилоны эстакады. Технология была экспортирована на Филиппины, в Малайзию, Таиланд и Сингапур. В 1995 году патент был выдан Индонезии.
Конструкция Cakar ayam, или буквально означает «конструкция из куриных когтей», — это технический проект, призванный создать более устойчивые фундаменты за счёт использования бетонной плиты, опирающейся на трубы, посаженные глубоко в землю и напоминающие когти. Технология разработана проф. Д. И. Седиятмо в 1961 году. Техника может применяться в различных сооружениях, дорогах и взлётно-посадочных полосах. Этот принцип обеспечивает более устойчивую конструкцию, позволяющую строить на мягкой влажной почве, например на болотах. Конструкция получается более жёсткой, устойчивой и более долговечной к неравномерному распределению веса или неравномерному проседанию грунта.

### Аэрокосмическая техника и транспорт

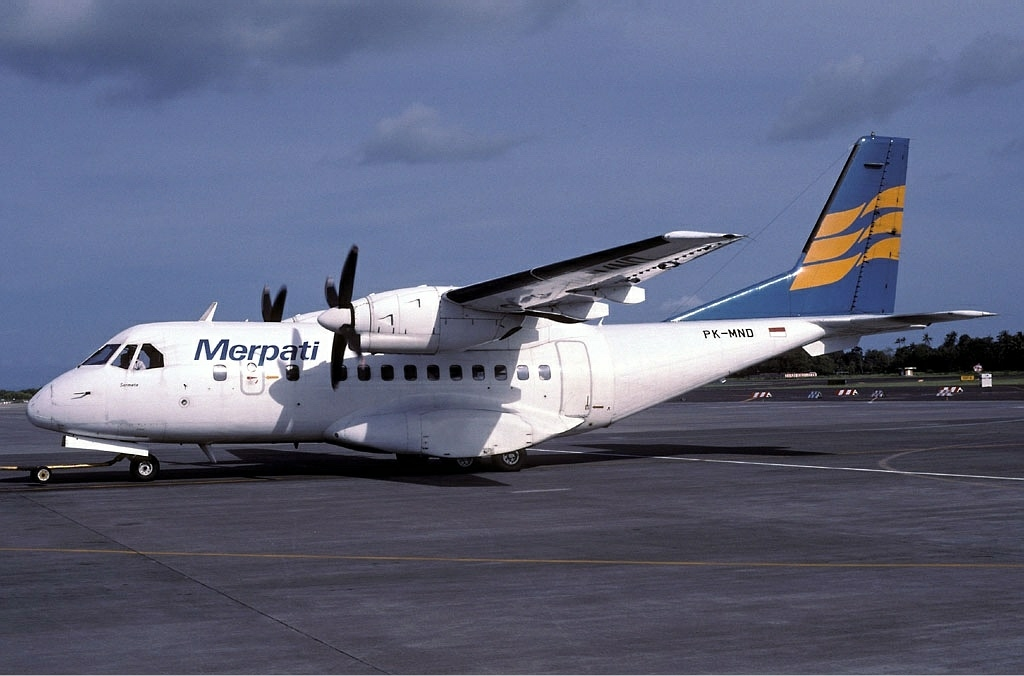
CN-235 Мерпати Нусантара.

Индонезия имеет долгую историю в разработке военных и небольших пассажирских самолётов. Фактически, это единственная страна в Юго-Восточной Азии, которая производит и разрабатывает собственные самолёты. Её государственная авиастроительная компания (основана в 1976 году), Indonesian Aerospace (индонезийский: PT. Dirgantara Indonesia) также производит авиационные компоненты для Boeing и Airbus. Индонезийская аэрокосмическая компания совместно с EADS CASA из Испании также разработала самолёт CN-235, который экспортируется во многие страны. Б. Дж. Хабиби, бывший президент Индонезии, сыграл важную роль в этом достижении. Будучи профессором в Германии, Хабиби проводил множество исследовательских работ  области термодинамики, строительства и аэродинамики. Его именем названы такие научные разработки, как фактор Хабиби, теорема Хабиби и метод Хабиби. Индонезия также надеется получить заказ на изготовление южнокорейского истребителя KAI KF-X. Последняя разработка — N-219, двухмоторный 19-местный самолёт малой дальности.
Вивеко Соепоно, бывший директор Garuda Indonesia, также известен как изобретатель современного дизайна двухместной кабины для самолёта Garuda Indonesia Airbus A300.
Кроме того, в Индонезии хорошо развита железнодорожная отрасль с государственной компанией по производству поездов «Indonesian Railway Industry» (индонезийский: PT. Industri Kereta Api), расположенный в Мадиуне, Восточная Ява. С 1982 года компания производит пассажирские вагоны, грузовые вагоны и другую железнодорожную технику, которые она экспортирует в другие страны, такие как Малайзия и Бангладеш.

### Информационные, коммуникационные и цифровые технологии
В 1970-х годах Индонезия была одной из немногих стран, имеющих собственный спутник связи. С 1976 года серия спутников под названием Palapa была построена и запущена в Соединённых Штатах для индонезийской государственной телекоммуникационной компании Indosat.
В области интернет-технологий индонезийский учёный в области информационных технологий Онно В. Пурбо разработал RT/RW-net, основанную на общине интернет-инфраструктуру, которая обеспечивает доступ к Интернету для жителей сельских районов.
В 2010-е годы цифровая экономика начала развиваться и процветать в Индонезии. Известный пример включает Gojek, который стартовал в 2010 году в качестве колл-центра для подключения потребителей к курьерской доставке и двухколёсным транспортным услугам. Сегодня он превращается в мультисервисную платформу по требованию в Юго-Восточной Азии и группу технологий цифровых платежей. Другие цифровые технологии, разработанные в Индонезии, включают онлайн-рынки, такие как Tokopedia и Blibli.

### Робототехника
Индонезийские студенты являются победителями многих международных конкурсов в области науки и техники. В 2009 году команда робототехники из Индонезийского компьютерного университета завоевала золотую медаль в категории «Автономный робот-пожарный» в Robogames в Сан-Франциско, США. В 2010 году они успешно защитили свой титул. Двумя годами ранее другая робототехническая команда из Технологического института десятого ноября заняла третье место в Robocon 2008, конкурсе робототехники, организованном Азиатско-Тихоокеанским вещательным союзом (ABU) в Пуне, Индия.

## Известные люди

Мемориал Хабиби в Горонтало, его помнят как выдающегося деятеля в науке и технике Индонезии, особенно в области аэронавтики.

- Б. Дж. Хабиби, профессор немецкой аэрокосмической техники. Создал теории, известные как теорема Хабиби, фактор Хабиби и метод Хабиби. Позже он стал третьим президентом Индонезии.
- Бамбанг Хидаят, бывший вице-президент Международного астрономического союза.
- Онно В. Пурбо, эксперт по Интернету и информационным технологиям. Хорошо известен своим дизайном на RT / RW-net, интернет-решении для бедных людей.
- Йоханес Сурья, физик и профессор.
- Moedomo Soedigdomarto, один из первых индонезийцев, получивший докторскую степень по математике.

## Список используемой литературы
- The Science and Technology System of the Republic of Indonesia, UNESCO.

## Внешние ссылки
- Agency For the Assessment and Application Technology (Indonesia)
- National Nuclear Energy Agency (Indonesia)